# Dicte
Dicte (auch: Dicte Svendsen – Die Unbestechliche) ist eine dänische Fernsehserie, deren drei Staffeln vom Fernsehsender TV 2 Dänemark produziert und dort von 2013 bis 2016 ausgestrahlt wurden. Die Serie basiert auf Romanen von Elsebeth Egholm.
In Deutschland wurde die erste Staffel vom 15. November bis zum 20. Dezember 2014 beim Sender ZDFneo ausgestrahlt, die zweite Staffel ebenda vom 1. bis zum 29. April 2016 jeweils in Doppelfolgen. Die dritte Staffel wurde erstmals ab dem 5. Juli 2024 auf Arte als Stream bereitgestellt.

## Inhalt
Die Serie handelt von der Journalistin Dicte Svendsen, die nach ihrer Scheidung in ihre Heimatstadt Aarhus zurückkehrt und dort in die Ermittlungen von Kriminalfällen verstrickt wird.

## Besetzung

### Staffel 1
| Darsteller                | Figur               |
| ------------------------- | ------------------- |
| Iben Hjejle               | Dicte Svendsen      |
| Lars Brygmann             | John Wagner         |
| Lærke Winther Andersen    | Anne Skov Larsen    |
| Lene Maria Christensen    | Ida Marie           |
| Ditte Ylva Olsen          | Bendtsen            |
| Emilie Kruse              | Rose Svendsen       |
| Dar Salim                 | Bo Skytte           |
| Lars Ranthe               | Torsten             |
| Thue Ersted Rasmussen     | Peter Boutrup       |
| Brinette Odgaard Sorensen | Cecilie Høgh        |
| Peter Schrøder            | Kaiser              |
| Sven Ole Schmidt          | Kurt Hassing        |
| Ulrik Jeppesen            | Christian Willadsen |
| Jesper Riefensthal        | Per Simonsen        |
| Rolf Hansen               | Jeppe Vrå           |
| Simon Krogh Stenspil      | Darko               |
| Miro Labovic              | Mirza               |
| Jelena Bundalovic         | Remza               |
| Mikkel Boe Følsgaard      | Cato Vinding        |
| Neel Rønholt              | My                  |

### Staffel 3
| Darsteller       | Figur                                        |
| ---------------- | -------------------------------------------- |
| Stine Stengade   | Nina Storm (Wagners Ex-Gattin, Polizistin)   |
| Flemming Enevold | Christian Oxholm (Dictes biologischer Vater) |

## DVD-Veröffentlichungen

### Deutschland
- Staffel 1 erschien am 16. Januar 2015
- Staffel 2 erschien am 13. Mai 2016

## Episodenliste

### Staffel 1
| Folge | Deutscher Titel        | Originaltitel               | Erstausstrahlung Dänemark (TV 2) | Erstausstrahlung Deutschland (ZDFneo) |
| ----- | ---------------------- | --------------------------- | -------------------------------- | ------------------------------------- |
| 1     | Blutzoll (1)           | Personskade (1)             | 7. Jan. 2013                     | 015. Nov. 2014                        |
| 2     | Blutzoll (2)           | Personskade (2)             | 14. Jan. 2013                    | 015. Nov. 2014                        |
| 3     | Das nächste Opfer (1)  | Selvrisko (1)               | 21. Jan. 2013                    | 022. Nov. 2014                        |
| 4     | Das nächste Opfer (2)  | Selvrisko (2)               | 28. Jan. 2013                    | 022. Nov. 2014                        |
| 5     | Der tote Knabe (1)     | Skjulte fejl og mangler (1) | 4. Feb. 2013                     | 06. Dez. 2014                         |
| 6     | Der tote Knabe (2)     | Skjulte fejl og mangler (2) | 11. Feb. 2013                    | 06. Dez. 2014                         |
| 7     | Der Menschenfänger (1) | Liv og legeme (1)           | 18. Feb. 2013                    | 013. Dez. 2014                        |
| 8     | Der Menschenfänger (2) | Liv og legeme (2)           | 25. Feb. 2013                    | 013. Dez. 2014                        |
| 9     | Rachedurst (1)         | Vold og magt (1)            | 4. März 2013                     | 020. Dez. 2014                        |
| 10    | Rachedurst (2)         | Vold og magt (2)            | 11. März 2013                    | 020. Dez. 2014                        |

### Staffel 2
| Folge | Deutscher Titel              | Originaltitel           | Erstausstrahlung Dänemark (TV 2) | Erstausstrahlung Deutschland (ZDFneo) |
| ----- | ---------------------------- | ----------------------- | -------------------------------- | ------------------------------------- |
| 1     | Die Afrikanerinnen (1)       | Drømme og Diamanter (1) | 24. Sep. 2014                    | 01. Apr. 2016                         |
| 2     | Die Afrikanerinnen (2)       | Drømme og Diamanter (2) | 1. Okt. 2014                     | 01. Apr. 2016                         |
| 3     | Im Kostüm des Todes (1)      | Lidenskab og Lænker (1) | 8. Okt. 2014                     | 08. Apr. 2016                         |
| 4     | Im Kostüm des Todes (2)      | Lidenskab og Lænker (2) | 15. Okt. 2014                    | 08. Apr. 2016                         |
| 5     | Ein Mädchen verschwindet (1) | Nærvær og Fravær (1)    | 22. Okt. 2014                    | 015. Apr. 2016                        |
| 6     | Ein Mädchen verschwindet (2) | Nærvær og Fravær (2)    | 29. Okt. 2014                    | 015. Apr. 2016                        |
| 7     | Böses Spiel (1)              | Mål og Midler (1)       | 5. Nov. 2014                     | 022. Apr. 2016                        |
| 8     | Böses Spiel (2)              | Mål og Midler (2)       | 12. Nov. 2014                    | 022. Apr. 2016                        |
| 9     | Blutdiamanten (1)            | Ret og Pligt (1)        | 19. Nov. 2014                    | 029. Apr. 2016                        |
| 10    | Blutdiamanten (2)            | Ret og Pligt (2)        | 26. Nov. 2014                    | 029. Apr. 2016                        |

### Staffel 3
| Folge | Deutscher Titel | Originaltitel              | Erstausstrahlung Dänemark (TV 2) | Verfügbar im Stream (Arte) |
| ----- | --------------- | -------------------------- | -------------------------------- | -------------------------- |
| 1     | –               | Efter Brylluppet (1)       | 22. Aug. 2016                    | 05. Juli 2024              |
| 2     | –               | Efter Brylluppet (2)       | 29. Aug. 2016                    | 05. Juli 2024              |
| 3     | –               | I Wagners Fodspor (1)      | 5. Sep. 2016                     | 05. Juli 2024              |
| 4     | –               | I Wagners Fodspor (2)      | 12. Sep. 2016                    | 05. Juli 2024              |
| 5     | –               | Når Sindet Bliver Sygt (1) | 19. Sep. 2016                    | 05. Juli 2024              |
| 6     | –               | Når Sindet Bliver Sygt (2) | 26. Sep. 2016                    | 05. Juli 2024              |
| 7     | –               | Afhængighedens Pris (1)    | 3. Okt. 2016                     | 05. Juli 2024              |
| 8     | –               | Afhængighedens Pris (2)    | 10. Okt. 2016                    | 05. Juli 2024              |
| 9     | –               | Enhver Mand er en Ø (1)    | 17. Okt. 2016                    | 05. Juli 2024              |
| 10    | –               | Enhver Mand er en Ø (2)    | 24. Okt. 2016                    | 05. Juli 2024              |